# Morgan Guilavogui
Morgan Guilavogui (Tolone, 10 marzo 1998) è un calciatore guineano con cittadinanza francese, attaccante del Lens, e della nazionale guineana.

## Biografia
È fratello minore di Josuha Guilavogui, anch'egli calciatore professionista.

## Carriera

### Club
Cresciuto nel settore giovanile del Tolone, debutta in prima squadra il 19 agosto 2017 in occasione dell'incontro di Championnat de France amateur perso 1-0 contro il Nizza 2.
Nel 2020 viene acquistato a titolo definitivo dal Paris FC, con cui firma un contratto triennale; debutta in Ligue 2 il 12 settembre in occasione del match vinto 2-1 contro l'Amiens.
Il 29 giugno 2023 si trasferisce al Lens per 4 milioni di euro.

### Nazionale
In possesso di doppia nazionalità essendo nato in Francia, nel novembre 2021 risponde alla convocazione del CT della nazionale guineana in vista del doppio impegno di qualificazione per il mondiale 2022; fa il suo esordio il 12 novembre nel match pareggiato 0-0 contro la Guinea-Bissau; ha partecipato alla Coppa delle nazioni africane 2021.

## Statistiche
Statistiche aggiornate al 21 dicembre 2024.

### Presenze e reti nei club
| Stagione        | Squadra         | Campionato      | Campionato | Campionato | Coppe nazionali | Coppe nazionali | Coppe nazionali | Coppe continentali | Coppe continentali | Coppe continentali | Altre coppe | Altre coppe | Altre coppe | Totale | Totale | Totale |
| Stagione        | Squadra         | Comp            | Pres       | Reti       | Comp            | Pres            | Reti            | Comp               | Pres               | Reti               | Comp        | Pres        | Reti        | Pres   | Reti   |        |
| --------------- | --------------- | --------------- | ---------- | ---------- | --------------- | --------------- | --------------- | ------------------ | ------------------ | ------------------ | ----------- | ----------- | ----------- | ------ | ------ | ------ |
| 2017-2018       | Tolone          | N2              | 11         | 1          | CF              | 0               | 0               |                    | -                  | -                  |             | -           | -           | 11     | 1      |        |
| 2018-2019       | Tolone          | N2              | 26         | 9          | CF              | 1               | 0               |                    | -                  | -                  |             | -           | -           | 27     | 9      |        |
| 2019-2020       | Tolone          | N               | 17         | 2          | CF              | 0               | 0               |                    | -                  | -                  |             | -           | -           | 17     | 2      |        |
| Totale Tolone   | Totale Tolone   | Totale Tolone   | 54         | 12         |                 | 1               | 0               |                    | -                  | -                  |             | -           | -           | 55     | 12     |        |
| 2020-2021       | Paris FC        | L2              | 18         | 0          | CF              | 0               | 0               |                    | -                  | -                  |             | -           | -           | 18     | 0      |        |
| 2021-2022       | Paris FC        | L2              | 32         | 11         | CF              | 1               | 3               |                    | -                  | -                  |             | -           | -           | 33     | 14     |        |
| 2022-2023       | Paris FC        | L2              | 32         | 15         | CF              | 4               | 3               |                    | -                  | -                  |             | -           | -           | 36     | 18     |        |
| Totale Paris FC | Totale Paris FC | Totale Paris FC | 82         | 26         |                 | 5               | 6               |                    | -                  | -                  |             | -           | -           | 87     | 32     |        |
| 2023-2024       | Lens            | L1              | 23         | 2          | CF              | 0               | 0               | UCL+UEL            | 4+1                | 0+0                |             | -           | -           | 28     | 2      |        |
| Totale Lens     | Totale Lens     | Totale Lens     | 23         | 2          |                 | 0               | 0               |                    | 5                  | 0                  |             | -           | -           | 28     | 2      |        |
| 2024-2025       | St. Pauli       | BL              | 13         | 2          | CG              | 2               | 1               |                    | -                  | -                  |             | -           | -           | 15     | 3      |        |
| Totale carriera | Totale carriera | Totale carriera | 172        | 42         |                 | 8               | 7               |                    | 5                  | 0                  |             | -           | -           | 185    | 49     |        |

### Cronologia presenze e reti in nazionale
| Cronologia completa delle presenze e delle reti in nazionale ― Guinea | Cronologia completa delle presenze e delle reti in nazionale ― Guinea | Cronologia completa delle presenze e delle reti in nazionale ― Guinea | Cronologia completa delle presenze e delle reti in nazionale ― Guinea | Cronologia completa delle presenze e delle reti in nazionale ― Guinea | Cronologia completa delle presenze e delle reti in nazionale ― Guinea | Cronologia completa delle presenze e delle reti in nazionale ― Guinea | Cronologia completa delle presenze e delle reti in nazionale ― Guinea |
| Data                                                                  | Città                                                                 | In casa                                                               | Risultato                                                             | Ospiti                                                                | Competizione                                                          | Reti                                                                  | Note                                                                  |
| --------------------------------------------------------------------- | --------------------------------------------------------------------- | --------------------------------------------------------------------- | --------------------------------------------------------------------- | --------------------------------------------------------------------- | --------------------------------------------------------------------- | --------------------------------------------------------------------- | --------------------------------------------------------------------- |
| 12-11-2021                                                            | Conakry                                                               | Guinea                                                                | 0 – 0                                                                 | Guinea-Bissau                                                         | Qual. Mondiali 2022                                                   | -                                                                     | 70’                                                                   |
| 16-11-2021                                                            | Rabat                                                                 | Marocco                                                               | 3 – 0                                                                 | Guinea                                                                | Qual. Mondiali 2022                                                   | -                                                                     | 63’                                                                   |
| 6-1-2022                                                              | Kigali                                                                | Ruanda                                                                | 0 – 2                                                                 | Guinea                                                                | Amichevole                                                            | -                                                                     | 62’                                                                   |
| 14-1-2022                                                             | Bafoussam                                                             | Senegal                                                               | 0 – 0                                                                 | Guinea                                                                | Coppa d'Africa 2021 - 1º turno                                        | -                                                                     | 90’                                                                   |
| 24-1-2022                                                             | Bafoussam                                                             | Guinea                                                                | 0 – 1                                                                 | Gambia                                                                | Coppa d'Africa 2021 - Ottavi di finale                                | -                                                                     | 83’                                                                   |
| 23-9-2022                                                             | Orano                                                                 | Algeria                                                               | 1 – 0                                                                 | Guinea                                                                | Amichevole                                                            | -                                                                     | 71’                                                                   |
| 27-9-2022                                                             | Amiens                                                                | Costa d'Avorio                                                        | 3 – 1                                                                 | Guinea                                                                | Amichevole                                                            | -                                                                     | 46’                                                                   |
| 24-3-2023                                                             | Casablanca                                                            | Guinea                                                                | 2 – 0                                                                 | Etiopia                                                               | Qual. Coppa d'Africa 2023                                             | -                                                                     | 26’ 68’                                                               |
| 27-3-2023                                                             | Rabat                                                                 | Etiopia                                                               | 2 – 3                                                                 | Guinea                                                                | Qual. Coppa d'Africa 2023                                             | 1                                                                     | 74’                                                                   |
| 14-6-2023                                                             | Marrakech                                                             | Guinea                                                                | 1 – 2                                                                 | Egitto                                                                | Qual. Coppa d'Africa 2023                                             | -                                                                     | 73’                                                                   |
| 17-6-2023                                                             | Cornellà de Llobregat                                                 | Brasile                                                               | 4 – 1                                                                 | Guinea                                                                | Amichevole                                                            | -                                                                     | 73’                                                                   |
| 13-10-2023                                                            | Setúbal                                                               | Guinea                                                                | 1 – 0                                                                 | Guinea-Bissau                                                         | Amichevole                                                            | 1                                                                     | 73’                                                                   |
| 17-10-2023                                                            | São João da Venda                                                     | Guinea                                                                | 1 – 1                                                                 | Gabon                                                                 | Amichevole                                                            | -                                                                     | 46’                                                                   |
| 17-11-2023                                                            | Berkane                                                               | Guinea                                                                | 2 – 1                                                                 | Uganda                                                                | Qual. Mondiali 2026                                                   | -                                                                     | 64’ 90+5’                                                             |
| 21-11-2023                                                            | Francistown                                                           | Botswana                                                              | 1 – 0                                                                 | Guinea                                                                | Qual. Mondiali 2026                                                   | -                                                                     | 68’                                                                   |
| 8-1-2024                                                              | Abu Dhabi                                                             | Guinea                                                                | 2 – 0                                                                 | Nigeria                                                               | Amichevole                                                            | -                                                                     |                                                                       |
| 15-1-2024                                                             | Yamoussoukro                                                          | Camerun                                                               | 1 – 1                                                                 | Guinea                                                                | Coppa d'Africa 2023 - 1º turno                                        | -                                                                     | 56’                                                                   |
| 19-1-2024                                                             | Yamoussoukro                                                          | Guinea                                                                | 1 – 0                                                                 | Gambia                                                                | Coppa d'Africa 2023 - 1º turno                                        | -                                                                     | 77’                                                                   |
| 23-1-2024                                                             | Yamoussoukro                                                          | Guinea                                                                | 0 – 2                                                                 | Senegal                                                               | Coppa d'Africa 2023 - 1º turno                                        | -                                                                     | 64’                                                                   |
| 28-1-2024                                                             | Abidjan                                                               | Guinea Equatoriale                                                    | 0 – 1                                                                 | Guinea                                                                | Coppa d'Africa 2023 - Ottavi di finale                                | -                                                                     | 60’                                                                   |
| 2-2-2024                                                              | Abidjan                                                               | RD del Congo                                                          | 3 – 1                                                                 | Guinea                                                                | Coppa d'Africa 2023 - Quarti di finale                                | -                                                                     | 59’                                                                   |
| Totale                                                                |                                                                       | Presenze                                                              | 21                                                                    |                                                                       | Reti                                                                  | 2                                                                     |                                                                       |

## Palmarès

### Club

#### Competizioni nazionali
- Championnat National 2: 1

Tolone: 2018-2019 (girone A)